# Ștei
Ștei is een stad (oraș) in het Roemeense district Bihor. De stad telt 8594 inwoners (2007).
Steden met gemeentestatus: Aleșd · Marghita · Oradea · Salonta

Steden zonder gemeentestatus: Beiuș · Nucet · Săcueni · Ștei · Valea lui Mihai · Vașcău